# Hymyilevä mies
Hymyilevä mies (Engels: The Happiest Days in the Life of Olli Maki) is een Fins-Duits-Zweedse biografische film uit 2016, geregisseerd door Juho Kuosmanen. De film ging op 19 mei in première op het filmfestival van Cannes in de sectie Un certain regard waar hij de hoofdprijs won.

## Verhaal
De film vertelt het waargebeurde verhaal van de Finse bokser Olli Mäki die zich klaarmaakt voor het titelgevecht in de vedergewichtsklasse in 1962 tegen de Amerikaanse titelhouder Davey Moore. Maar wanneer Olli verliefd wordt op Raija, verliest hij zijn interesse voor de trainingen en de wedstrijd.

## Rolverdeling
| Acteur         | Personage   |
| -------------- | ----------- |
| Jarkko Lahti   | Olli Mäki   |
| Oona Airola    | Raija Mäki  |
| Eero Milonoff  | Eelis Ask   |
| Joanna Haartti | Laila Ask   |
| John Bosko Jr. | Davey Moore |

## Prijzen en nominaties
De belangrijkste:
| Jaar | Prijs                                   | Categorie                             | Genomineerde(n) | Uitslag     |
| ---- | --------------------------------------- | ------------------------------------- | --------------- | ----------- |
| 2016 | Filmfestival van Cannes                 | Prix Un certain regard                | Juho Kuosmanen  | Gewonnen    |
| 2016 | Internationaal filmfestival van Chicago | Gold Hugo New Directors Competition   | Juho Kuosmanen  | Gewonnen    |
| 2016 | Filmfestival van Zürich                 | Golden Eye International Feature Film | Juho Kuosmanen  | Gewonnen    |
| 2016 | 29e Europese Filmprijzen                | Beste debuutfilm (Prix Fipresci)      | Juho Kuosmanen  | Gewonnen    |
| 2016 | 29e Europese Filmprijzen                | European University Film Award (UEFA) | Juho Kuosmanen  | Genomineerd |

## Productie
De film won verscheidene prijzen op internationale filmfestivals, kreeg schitterende kritieken van de filmcritici met een score van 100% op Rotten Tomatoes en werd geselecteerd als Finse inzending voor de beste niet-Engelstalige film voor de 89ste Oscaruitreiking.